# إد همفريز
إد همفريز هو لاعب هوكي الجليد كندي، ولد في 5 يونيو 1953 في Eston, Saskatchewan ‏ في كندا.

## وصلات خارجية
- إد همفريز على موقع دوري الهوكي الوطني (الإنجليزية)
- إد همفريز على موقع EliteProspects.com (الإنجليزية)
- إد همفريز على موقع HockeyDB.com (الإنجليزية)
- إد همفريز على موقع Hockey-Reference.com (الإنجليزية)